# Dudo von Saint-Quentin
Dudo von Saint-Quentin, Dekan von Saint-Quentin, wo er um 965 geboren wurde, war ein normannischer Chronist des 11. Jahrhunderts.
Er wurde 986 von Graf Adalbert I. von Vermandois zu Herzog Richard I. von Normandie gesandt. Nach dem erfolgreichen Abschluss seiner Mission blieb er einige Jahre in der Normandie. Anlässlich eines zweiten Aufenthalts in der Normandie schrieb er auf Einladung Richards seine Geschichte der Normannen De moribus et actis primorum Normanniae ducum. Darüber hinaus weiß man von ihm nur noch, dass er vor 1043 starb.
Dudo scheint keine Dokumente benutzt zu haben, um zwischen 1015 und 1030 sein Werk zu verfassen – seine Quelle war die mündliche Überlieferung, die er vor allem bei einem Halbbruder Richards aufnahm, Raoul d’Ivry, Graf von Bayeux aus dem Haus Ivry. Folglich gibt seine Geschichte, die er Bischof Adalbero von Laon widmete, den höfischen Standpunkt wieder, was ihm seitens Kritikern wie Ernst Dümmler oder Georg Waitz den Vorwurf einbrachte, wenig vertrauenswürdig zu sein. Andere, wie Jules Lair oder Johannes Steenstrup, heben den Wert des Werks für die normannische Geschichte hervor, ohne dabei den teils legendenhaften Charakter zu übersehen.
Obwohl Dudo Vergil und andere lateinische Autoren kannte, ist sein Latein affektiert und dunkel. Abwechselnd in Prosa und Versen mit verschiedenen Versmaßen verfasst, berichtet die Historia in vier Teilen die Geschichte der Normannen von 852 bis zum Tod Richards 996. Wilhelm von Jumièges, Wace, Robert von Torigni, Wilhelm von Poitiers und Hugo von Fleury haben sich weitgehend bei ihren eigenen Chroniken auf Dudo gestützt. Die Historia wurde erstmals 1619 in Paris von André Duchesne in seiner Historia Normannorum scriptores antiqui herausgegeben. Darüber hinaus gibt es eine weitere Ausgabe in der Patrologia Latina, Band CXLI, von Jacques Paul Migne (Paris 1844) sowie eine von de Lair (Caen 1865), die zweifellos die beste ist.

## Werk
- De moribus et actis primorum Normanniae ducum, Éd. Jules Lair, Caen, F. Le Blanc-Hardel, 1865
- Jacques Paul Migne: Patrologiae cursus completus. 1880. Nr. 141 Sp. 607–758.